# Victoria Silvstedt
Karin Victoria Silvstedt, född 19 september 1974 i Skellefteå Sankt Olovs församling i Västerbottens län, är en svensk fotomodell, skådespelare och sångerska. 

## Biografi
Silvstedt är född i Skellefteå, bodde i Innertavle till 12 års ålder och som tonåring i Bollnäs. Hon tävlade i utförsåkning i tonåren och kom som bäst på fjärde plats i ungdoms-SM i störtlopp 1989. År 1993 kom Silvstedt på andra plats i Fröken Sverige. Samma år representerade hon Sverige i Miss World och placerade sig bland de tio bästa, dessutom medverkade hon i Bishojo-kiko ("Girls of Northern Europe").[källa behövs]
I december 1996 var hon Playmate of the Month i herrtidningen Playboy. År 1997 valdes hon även till Playmate of the Year i nämnda tidning. Samma år träffade hon Chris Wragge som hon gifte sig med år 2000. Paret skilde sig 2009.
Under 1997–1998 var hon årets modell för badklädesföretaget Panos Emporio. År 1999 släppte hon som sångare eurohouse-albumet Girl on the Run.
Silvstedt har arbetat som skådespelare sedan 1990-talet. Hon har medverkat i flera tv-serier, bland annat Malibu, CA 1999 och under 2002 i Melrose Place. Utöver detta har hon medverkat i en rad Hollywoodfilmer, bland annat Baseketball (1998), The Independent (2000), Out cold (2001) och Boat Trip (2002).
Åren 2006–2007 medverkade hon i den franska TV-kanalen TF1:s underhållningsprogram La Roue de la fortune som biträde till programledaren Christophe Dechavanne. År 2013 samarbetade hon med företaget Marie Meili som släppte en underklädeskollektion som bar Silvstedts namn, Very Victoria Silvstedt (VVS).
Efter att ha varit bloggare på Chic meddelades i oktober 2014 att hon bytte plattform och istället började blogga på Expressens modesajt Allt om Mode. Hon medverkade i Realitystjärnorna på godset, som sändes våren 2016 på TV3. Hon debuterade som sommarvärd i Sommar i P1 2018.
Hon debuterade i Melodifestivalen 2025 med låten Love It!, skriven av Jimmy Jansson och Thomas G:son.

## Diskografi

### Album
- 1999 – Girl on the Run

### Singlar
- 1999 – Hello Hey
- 1999 – Rocksteady Love (med Turbo B)
- 2000 – Party Line
- 2010 – Saturday Night (endast promo)
- 2025 – Love It!

## Filmografi
- 1998 – BASEketball
- 1999 – Malibu, CA (TV-serie)
- 2000 – Naken
- 2000 – The Independent
- 2001 – She Said I Love You
- 2001 – Out Cold
- 2002 – Ivans xtc
- 2002 – Boat Trip
- 2003 – SnowBiZ
- 2003 – La mia vita a stelle e strisce
- 2003 – Beach Movie
- 2010 – Saturday night
- 2021 – Masked Singer Sverige (som Isvargen)